# Phelsuma borbonica
Phelsuma borbonica este o specie de șopârle din genul Phelsuma, familia Gekkonidae, descrisă de Mertens în anul 1942.

## Subspecii
Această specie cuprinde următoarele subspecii:
- P. b. mater
- P. b. agalegae
- P. b. borbonica

## Galerie

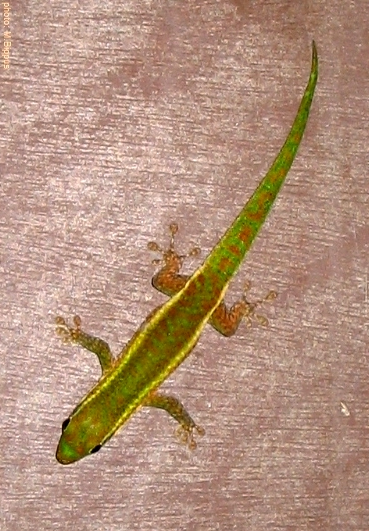
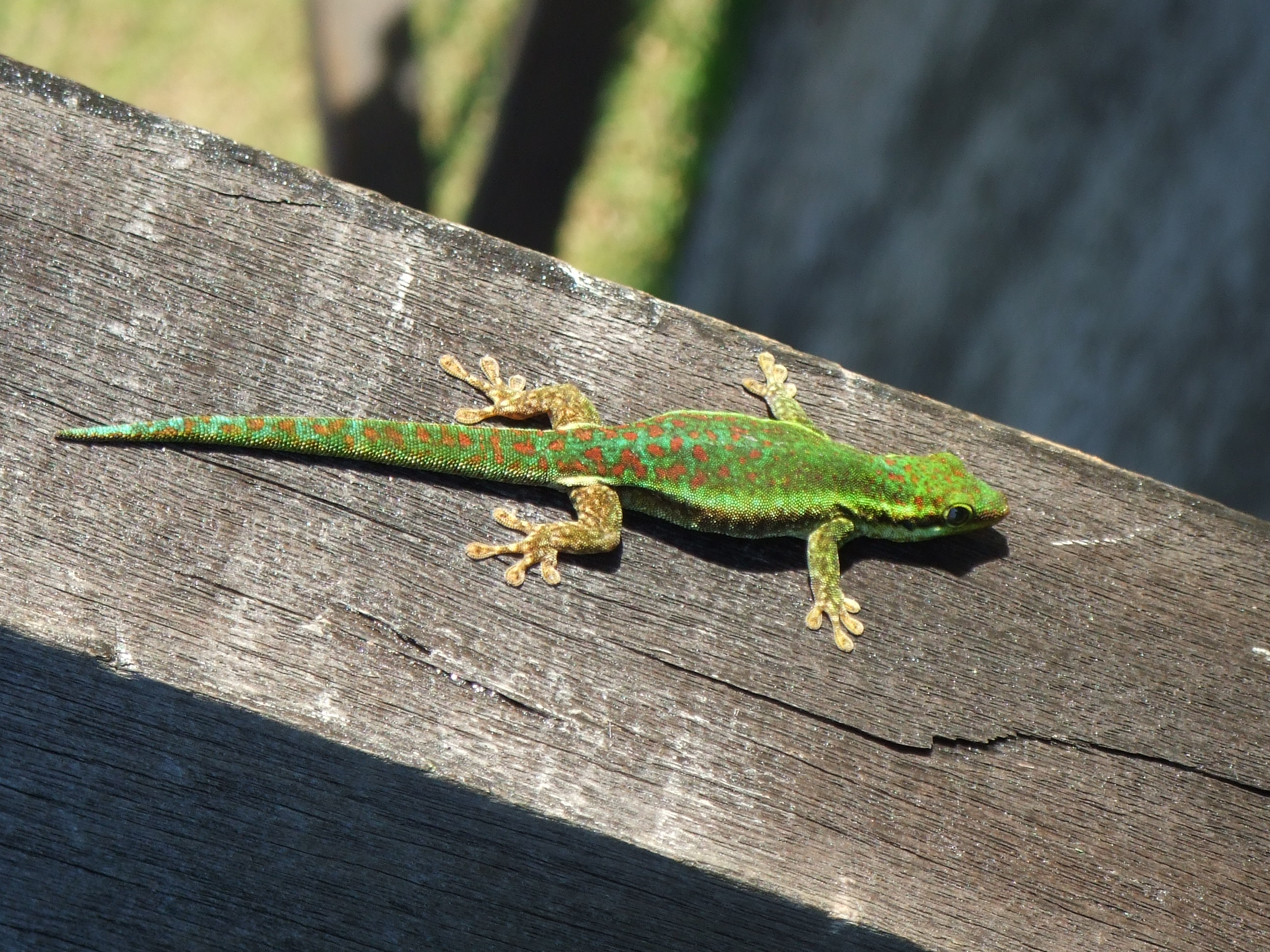
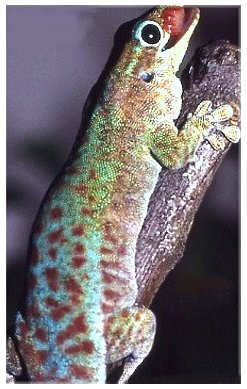